# Димитър Недялков (политик)
Димитър Данаилов Недялков е български икономист и политик от „Продължаваме промяната“. Народен представител в XLVII народно събрание.

## Биография
Димитър Недялков е роден на 14 август 1979 г. в град Варна, Народна република България. Завършва Иконимическия университет във Виена със специалности „Международен транспорт и логистика“ и „Управление на производството“.
На парламентарните избори през ноември 2021 г. като кандидат за народен представител е 6-ти в листата на „Продължаваме промяната“ за 19 МИР Русе, откъдето е избран.